# Lee Cox
Lee David Cox (Leicester, 26 giugno 1990) è un ex calciatore inglese, di ruolo centrocampista.

## Carriera
Entra a far parte del settore giovanile del Leicester City (club della sua città natale) all'età di 13 anni, nel 2003, rimanendovi fino al 2008, quando viene aggregato alla prima squadra, militante nella seconda divisione inglese; nel gennaio del 2009 viene ceduto in prestito per un mese allo Yeovil Town, in terza divisione, ma sia con quest'ultimo club che con le Foxes non gioca di fatto nessuna partita ufficiale. Nell'estate del 2009, rimasto svincolato, firma un contratto di un anno con l'Inverness, club della seconda divisione scozzese: qui nella stagione 2009-2010 contribuisce alla vittoria del campionato con 2 reti in 33 presenze, ed a fine anno firma un nuovo contratto (questa volta biennale con il club delle Highlands, con cui dal 2010 al 2012 gioca in effetti per un biennio nella prima divisione scozzese, segnando un gol in 27 presenze nella stagione 2010-2011 e scendendo invece in campo in 7 occasioni nella stagione 2011-2012, la sua ultima in Scozia: nel gennaio del 2012 fa infatti ritorno in Inghilterra per giocare allo Swindon Town, club di quarta divisione, che gli offre un contratto della durata di due anni e mezzo: la sua permanenza ai Robins inizia nel migliore dei modi, dal momento che gioca 7 partite nei suoi primi due mesi di permanenza nel club, salvo poi non venire più impiegato nella rimanente parte di stagione, che comunque si conclude con la vittoria del campionato e quindi con la promozione in terza divisione.
Nell'estate del 2012 passa in prestito (fino al gennaio del 2013) all'Oxford Utd, in quarta divisione: durante la sua permanenza con gli U's gioca stabilmente da titolare (19 presenze tra tutte le competizioni ufficiali, 14 delle quali in campionato), ed una volta terminato il prestito viene ceduto con la medesima formula fino a fine stagione al Plymouth, con cui disputa altre 10 partite in quarta divisione, venendo fortemente limitato nel suo impiego anche da un infortunio ad una spalla subito in una partita vinta per 1-0 contro l'Exeter City. Nella stagione 2013-2014, una volta rientrato dall'infortunio (che oltre a richiedere un intervento chirurgico lo tiene lontano dai campi di gioco per complessivi 6 mesi) torna a giocare alcune partite con lo Swindon Town (disputa infatti 4 incontri in terza divisione con i Robins, segnando anche una rete); subito dopo la scadenza del suo contratto con il club biancorosso viene poi tesserato dal Plymouth, con cui nella stagione 2014-2015 gioca 32 partite in quarta divisione. Tra il 2015 ed il 2016 gioca invece prima in prestito allo Stevenage, poi nuovamente al Plymouth ed infine nuovamente allo Stevenage (che lo acquista a titolo definitivo), per un totale di 18 partite in quarta divisione, che, all'età di 26 anni, sono anche le sue ultime in campionati professionistici: si ritira infatti nel 2018, all'età di 28 anni, ma negli ultimi due anni di carriera gioca (peraltro in modo anche saltuario) solamente a livello semiprofessionistico, con le maglie di Brackley Town e Coalville Town.

## Palmarès

### Giocatore

#### Competizioni nazionali
- Scottish First Division: 1

Inverness: 2009-2010
- Campionato inglese di quarta divisione: 1

Swindon Town: 2011-2012